# 芝加哥建築學派
芝加哥的建筑举世闻名，其中一种风格称为芝加哥建筑学派（英語：Chicago school of architecture），依照时间又可再细分为第一学派和第二学派，其早期作品很多也称作商业风格。  在建筑史上，“第一芝加哥学派”是由20世纪初在芝加哥活跃的建筑师所带起，他们是最早在商业建筑中推广钢结构建筑新技术的人，并发展了一种与欧洲现代主义并行发展的空间美学。20世纪40年代至70年代則出现了具有现代主义美学的 “第二芝加哥学派”，其开创了如筒结构等新建筑技术和结构体系。

## 第一芝加哥学派

### 名称

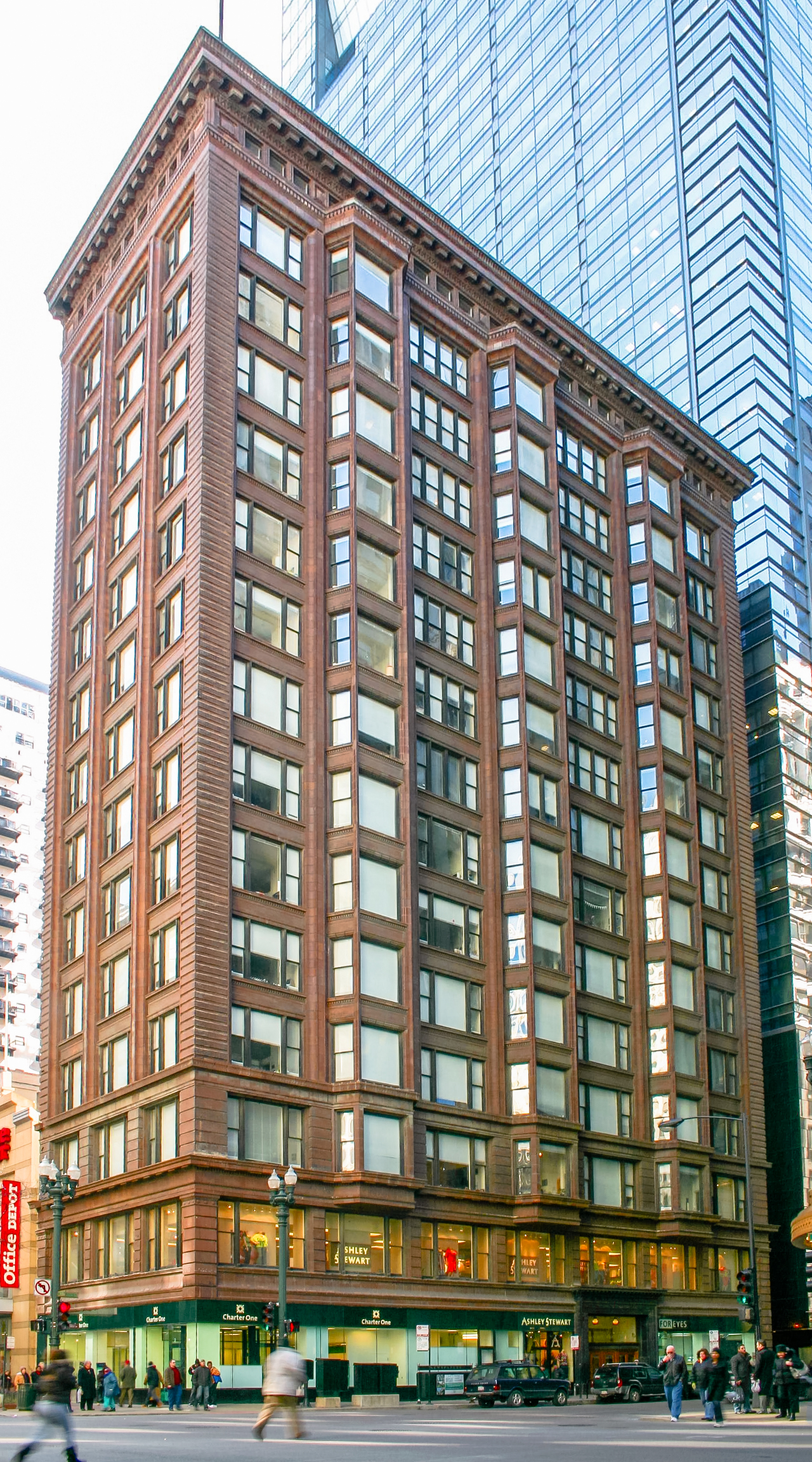
Holabird＆Roche（1904-1905）是芝加哥学派的一个典型例子，其中大量运用了芝加哥式窗

“芝加哥学派”一词广泛用于描述19世纪80至90年代在该市建造的建筑，但該词一直受到学者们的争议，特别是对卡尔·康迪特（Carl Condit）1952年出版之《芝加哥建筑学派》（The Chicago School of Architecture）一书的反应。 如艾伦·布鲁克斯（H. Allen Brooks），温斯顿·魏斯曼（Winston Weisman）和丹尼尔·布鲁斯通（Daniel Bluestone）等史学家都指出，这个术语暗示了一套统一的美学或概念规则，但事实上当时芝加哥的建筑展示了各种各样的风格和技术。当代出版物也是用“商业风格”一词来描述当时创新的高楼，而不是提出一个统一的"学派"。

### 特征
芝加哥学派的顯著特點是使用钢结构建筑，并采用砖石包层（通常是陶瓦），允许大面积的平板玻璃窗，并限制外部装饰物的数量。有时，芝加哥学派摩天大楼中也会使用新古典主义建筑的元素。许多芝加哥学派摩天大楼包含如同古典柱式三个部分的构成型式：最底层是负责结构支撑，相当于柱座；中间的楼层通常很少有装饰性的细节，相当于柱子中的柱身；最顶的一二层通常覆有簷口，具有更多装饰性细节，相当于柱头。

#### 芝加哥式窗

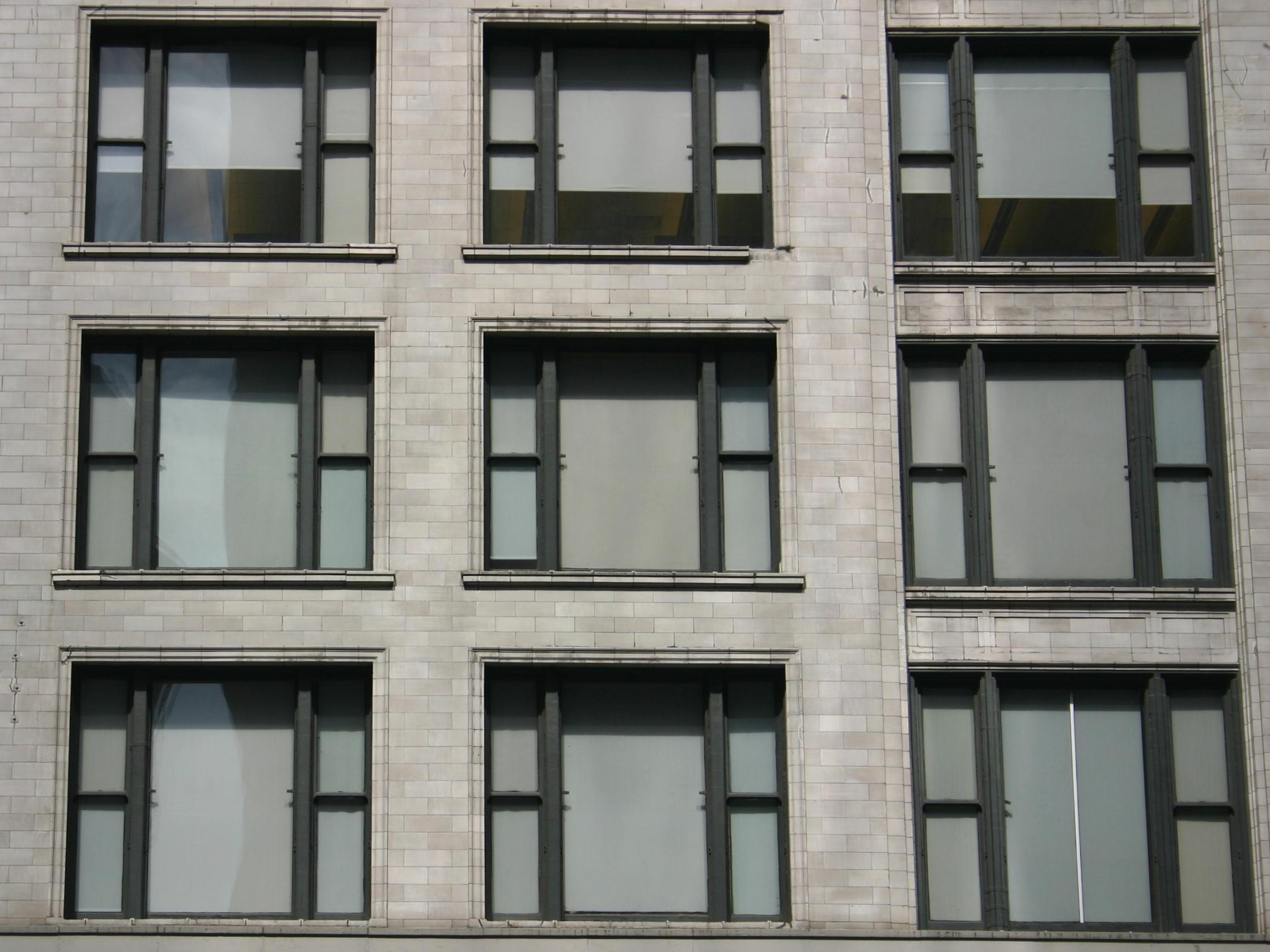
几面芝加哥式窗

“芝加哥式窗”来自于芝加哥学派，指宽度大于高度的金属横向长窗，窗立面通常分三段，中间窗固定，两侧窗可上下推拉，结合了采光和自然通风的功能。这种窗户通常用于多高层的商业和办公建筑之上，门面上的窗户的布置通常形成网格图案，其中一些窗户从立面形成凸出的凸窗。 

与芝加哥学派有关的建筑师包括亨利·霍布森·理查森、丹卡·阿德勒、丹尼尔·伯纳姆、威廉·霍拉布、威廉·勒巴朗·詹尼、马丁·罗切、约翰·罗特、索伦·S·贝曼、路易·沙利文等人。弗兰克·劳埃德·赖特一开始亦在阿德勒和沙利文的事务所工作，但之后他便创造了他自己的“田园学派”建筑。

## 第二芝加哥学派

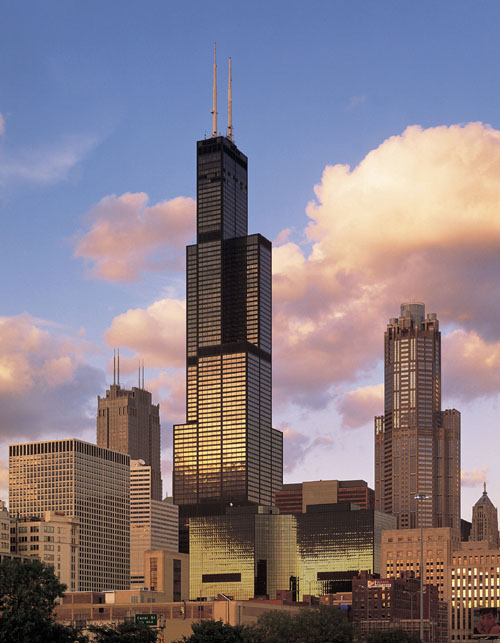
威利斯塔于1973年建成，它引进了捆扎管架结构体系；他保持着世界最高的建筑物的纪录直至1998年

在20世纪40年代，在路德维希·密斯·范德罗于芝加哥伊利诺理工大学教育工作的努力下，出现了“第二芝加哥学派”。它第一个、最纯粹的例子是由他設計的湖滨大道860－880号公寓（1951）。由于芝加哥结构工程师法兹勒汗（Fazlur Khan）的思想，这个学派在20世纪60年代得到了支持和扩大。他在摩天大楼的设计和建造中引入了框架管的新结构体系。 負責湖滨大道公寓项目的结构工程师是乔治亚·路易斯·哈里斯·布朗（Georgia Louise Harris Brown），她是第一位获得堪萨斯大学建筑学学位的非洲裔美国人，也是美国第二位获得建筑执照的非洲裔美国女性。
来自孟加拉国的法兹勒汗在摩天大楼的设计和施工中首次引入了新的管架结构系统。他将管架结构定义为：由三个、四个或可能更多的框架、支撑框架或剪力墙组成的三维空间结构，在其边缘或附近连接起来，形成一个垂直的管状结构体系，使其能够通过悬臂从基础抵抗任何方向的侧向力。密集的相互连接的外部柱形成管，由整个结构支持水平荷载，例如风力。如此一来，大约一半的外表面便可用于窗户。并且，框架管允许较少的内部柱子，因此创造了更多的可用楼层空间。当需要更大的开口（如车库门）时，必须中断管架，用转梁来保持结构的完整性。
第一个应用管架结构的建筑是法兹勒汗设计的DeWitt-Chestnut公寓大楼，于1963年在芝加哥竣工。这为后来许多其他摩天大楼的管状结构奠定了基础，包括他自己设计的约翰汉考克中心和威利斯塔，在20世纪60年代以来的世界贸易中心，双子塔，金茂大厦以及其他大多数超高层摩天大楼的建设中都可以看到管状结构的身影。